# Salmin Amour
Salmin Amour (* 1948) ist ein tansanischer Politiker der Chama Cha Mapinduzi (CCM) und früherer Präsident Sansibars.

## Leben
Salmin Amour war innerhalb der Chama Cha Mapinduzi (CCM), der Einheitspartei Tansanias, Assistierender Sekretär des Nationalen Exekutivrates NEC (National Executive Council), Mitglied des Zentralkomitees (ZK) und Leiter einer ZK-Abteilung. Er war Innenminister in der Unionsregierung sowie Mitglied des Unionsparlaments für den Wahlkreis Northern Unguja. Er absolvierte in den 1980er Jahren ein Studium an der Parteihochschule „Karl Marx“ der Sozialistischen Einheitspartei Deutschlands (SED) und schloss dort seine Promotion im Fach Politische Ökonomie ab. Bei den Wahlen 1985 wurde er im Wahlkreis Northern Unguja zum Mitglied des Repräsentantenhauses von Sansibar gewählt und von Idris Abdul Wakil, dem Präsidenten von Sansibar, zum Minister für Handel und Industrie ernannt. Er war ferner Nationaler Vizepräsident der CCM für Sansibar sowie Sekretär des NEC der CCM für Wirtschaft und Planung.
Er wurde am 25. Oktober 1990 als Nachfolger von Idris Abdul Wakil Präsident von Sansibar und als solcher zugleich Zweiter Vizepräsident von Tansania sowie Vorsitzender des Revolutionsrates von Sansibar.
Bei den ersten Mehrparteienwahlen in Tansania im Jahr 1995 wurde Amour von Oppositionsführer Seif Shariff Hamad beschuldigt, die Präsidentschaftswahlen in Sansibar manipuliert zu haben. Die Wahl zum Präsidenten hatte er mit einer knappen Mehrheit von 1.565 Stimmen gewonnen. Die seit den manipulierten Wahlen von Oktober 1995 bestehende Konfrontation zwischen CCM und Sansibar-Präsident Salmin Amour auf der einen sowie CUF und ihrem Anführer Seif Shariff Hamad auf der anderen Seite blieb in den folgenden Jahren unverändert erhalten.
Seine Ämter hatte Amour bis zum 8. November 2000 inne und wurde dann durch Amani Abeid Karume, dem Sohn von Sansibars erstem Präsidenten, Abeid Amani Karume, abgelöst.

## Hintergrundliteratur
- Eric Burton: In Diensten des Afrikanischen Sozialismus. Tansania und die globale Entwicklungsarbeit der beiden deutschen Staaten, 1961–1990, 2021, ISBN 978-3-11-070569-0, Randnummer 247 u. a. (Onlineversion)